# Wear OS
Wear OS, precedentemente noto come Android Wear, è una versione del sistema operativo Android di Google progettata per smartwatch. Tramite l'accoppiamento con dispositivi mobili a partire da Android 4.3 o iOS 8.2 e versioni superiori, Wear OS integra le funzionalità dell'Assistente Google, le notifiche del proprio dispositivo e l'uso delle app compatibili sullo smartwatch.
Aziende tra cui Motorola, Samsung, LG, HTC e Asus sono partner del progetto. Motorola e LG hanno annunciato dispositivi sulla data di lancio. 
Il 25 giugno 2014, al Google I/O, erano presenti il Samsung Gear Live e l'LG G Watch, insieme ad altre informazioni riguardo a Wear OS. Il Motorola Moto 360 è stato messo in commercio nell'estate del 2014.
Wear OS è compatibile con orologi con schermo circolare, quadrato e rettangolare.
Il 15 marzo 2018, tramite il proprio blog, Google annuncia il cambio di nome da Android Wear a Wear OS, per sottolineare la compatibilità con entrambi i sistemi operativi mobili più diffusi.

## Dispositivi al lancio
- Moto 360[7]
- LG G Watch[8]
- Samsung Gear Live[9]
- Asus ZenWatch[10]
- Sony Smartwatch 3[11]
- LG G Watch R[12]
- Huawei Watch

## Lista dei partners
- Asus
- Broadcom
- Fossil
- HTC
- Huawei
- Intel
- LG
- MediaTek
- Imagination Technologies
- Motorola
- Qualcomm
- Samsung

## Panoramica delle versioni pubblicate

### Android Wear
| Versione           | Versione base di Android | Data di pubblicazione | Caratteristiche | Note                                                                                                 |
| ------------------ | ------------------------ | --------------------- | --- | --- |
| Android Wear 4.4.1 | 4.4 Kit Kat              | Giugno 2014           | - Release iniziale | Annunciata al Google I/O 2014                                                                        |
| Android Wear 4.4.2 | 4.4 Kit Kat              | Ottobre 2014          | - Riproduzione offline della musica tramite il Bluetooth - Supporto al GPS (per gli smartwatch con GPS incorporato) - Nuova UI di controllo della musica | |
| Android Wear 1.0   | 5.0.1 Lollipop           | Dicembre 2014         | - API ufficiale per le watchface - Sunlight mode (potenziamento della luminosità) - Theater mode - Le impostazioni appaiono dall'alto - Statistiche della batteria aggiunte nell'app Android Wear - Azioni svolte recentemente aggiunte al di sopra del drawer - Possibilità di annullare lo swipe effettuato su una notifica per farla scomparire | A partire da questa versione, lo schema numerico diventa indipendente dalla versione base di Android |
| Android Wear 1.1   | 5.1.1 Lollipop           | Maggio 2015           | - Supporto al Wi-Fi (per gli smartwatch con modulo Wi-Fi incorporato) - Possibilità di disegnare gli Emoji (in risposta ai messaggi ricevuti) - Notifiche heads up - Lock screen con sblocco tramite sequenza - Possibilità di cambiare le dimensioni del font - Aggiunto uno swipe sulla sinistra della watchface per accedere al drawer delle applicazioni - Applicazioni always on - Ulteriori gesture attivabili con i movimenti del polso                                                                                         | |
| Android Wear 1.3   | 5.1.1 Lollipop           | Agosto 2015           | - Watchface interattive - Google Translate per Android Wear | |
| Android Wear 1.4   | 6.0.1 Marshmallow        | Febbraio 2016         | - Ulteriori gesture attivabili con i movimenti del polso - Supporto per lo speaker (per gli smartwatch con speaker incorporato) - Invio di messaggi vocali direttamente dall'orologio | |
| Android Wear 1.5   | 6.0.1 Marshmallow        | Giugno 2016           | - Ripristinata l'opzione di riavvio dello smartwatch - Aggiunte le informazioni sulla patch di sicurezza mensile di Android nella sezione Informazioni | |
| Android Wear 2.0   | 7.1.1 Nougat             | Febbraio 2017         | - UI rinnovata con il Material Design, colori più scuri e un'interfaccia più circolare per gli orologi con quadrante rotondo - Applicazioni stand-alone con l'aggiunta del Google Play Store sullo smartwatch - Scorciatoie, simili ai widget per gli smartphone, con informazioni utili sulle watchface chiamate "Complicazioni" - Tastiera incorporata - Riconoscimento della scrittura a mano - Notifiche impilabili - Notifiche più intelligenti - Supporto alle reti cellulari (per gli smartwatch con antenna radio incorporata) | Annunciato al Google I/O 2016                                                                        |
| Android Wear 2.6.1 | 7.1.1 Nougat             | Novembre 2017         | - La dimensione del testo delle notifiche si adatta alla lunghezza del messaggio - Nuovo indicatore dello stato e progresso dei download - Nuova "Complicazione" per lanciare un'app usata in precedenza | |
| Android Wear 2.6.2 | 7.1.1 Nougat             | Dicembre 2017         | - Touch lock - Vibrazione delle notifiche configurabile - Aggiunte altre lingue | |
| Android Wear 2.7   | 7.1.1 Nougat             | Dicembre 2017         | - Migliorato il peso dei caratteri e del font - Le "Complicazioni" sono ora compatibili con Google Talkback - Swipe verso il basso nei Quick Settings per vedere le connessioni (Wi-Fi, Bluetooth o rete dati) - Notifiche dello stato e progresso dei download - "Complicazione" per le app recenti - Miglior prevenzione per gli swipe laterali accidentali e per le gesture attivabili tramite pressione prolungata | |
| Android Wear 2.8   | 8.0.0 Oreo               | Gennaio 2018          | - Migliorata la visibilità delle notifiche, tramite un nuovo layout che mostra molte più informazioni riguardanti il mittente del messaggio già ad una prima occhiata - Sfondo più scuro per una miglior leggibilità ed un minor impatto sulla batteria | |
| Android Wear 2.9   | 8.0.0 Oreo               | Febbraio 2018         | - Nuova "Complicazione" di anteprima delle notifiche che permette all'utente di vedere appunto un'anteprima dei messaggi - Migliorata la visibilità delle schede delle notifiche con titoli più lunghi | |

### Wear OS
| Versione | Versione base di Android | Data di pubblicazione | Caratteristiche | Note                                                            |
| -------- | ------------------------ | --------------------- | --- | --------------------------------------------------------------- |
| 1.0      | 8.0.0 Oreo               | marzo 2018            | - Cambio di nome da Android Wear a Wear OS | Dopo il cambio di nome, il numero della versione riparte da 1.0 |
| 1.4      | 8.0.0 Oreo               | luglio 2018           | - Avvio di Google Pay più veloce - Design migliorato per la visualizzazione di eventi e appuntamenti - Bugfix per la sincronizzazione dei fusi orari |                                                                 |
| 2.0      | 8.0.0 Oreo               | settembre 2018        | - Aggiunto swipe per un accesso più veloce ad Assistente Google e Google Fit - Feed dell'Assistente Google con info dinamiche personalizzate - Nuovo design per i comandi rapidi e le notifiche - Nuovi controlli multimediali con supporto per i tasti fisici - Font più grassetto nella schermata delle app |                                                                 |
| 2.2      | 9.0.0 Pie                | novembre 2018         | - Aggiunte sugli smartwatch le nuove funzioni di Android Pie - Introdotta una funzione nella modalità Risparmio energetico per cui viene mostrato solo l'orario appena la batteria scende sotto il 10% di carica - Gli orologi entrano in standby totale dopo 30 minuti d'inattività - Tenendo premuto il tasto d'accensione/spegnimento, compaiono le opzioni per lo spegnimento o il riavvio del dispositivo |                                                                 |
| 2.6      | 9.0.0 Pie                | maggio 2019           | - Scorrendo verso sinistra, si può accedere a diverse informazioni come i promemoria del calendario, il meteo, il battito cardiaco, le notizie e il timer. |                                                                 |
| 2.7      | 9.0.0 Pie                | giugno 2019           | - Bugfix |                                                                 |
| 2.9      | 9.0.0 Pie                | luglio 2019           | |                                                                 |
| 2.17     | 9.0.0 Pie                | aprile 2020           | - In seguito alle misure per il contenimento del coronavirus, è stato introdotto un promemoria che ricorda ogni tre ore all'utente di lavarsi le mani, tramite il quale è possibile attivare un timer della durata di 40 secondi - Nuova interfaccia utente e nuove Tiles per Google Fit |                                                                 |
| 2.19     | 9.0.0 Pie                | settembre 2020        | - Miglioramenti alla CPU: la velocità di avvio e caricamento delle app è aumentata del 20% - Miglioramenti all'interfaccia utente - Aumento delle prestazioni per i dispositivi con processori Qualcomm Snapdragon Wear serie 4100 e 4100+ - Migliorato il supporto alla tecnologia LTE - Semplificato il processo d'accoppiamento con altri dispositivi tramite Bluetooth - Migliorata la durata della batteria - Possibilità di aggiungere un numero maggiore di Tiles rispetto alle versioni precedenti - Nuovo design per la Tile del meteo |                                                                 |
| 3.0      | 11                       | 11 agosto 2021        | - Aggiunte sugli smartwatch le nuove funzioni di Android 11 |                                                                 |